# Conferencias Terry
Las Conferencias Terry (Terry Lectures), o Conferencias Dwight H. Terry, se iniciaron en la Universidad de Yale en 1905 por una donación de Dwight H. Terry de Bridgeport, Connecticut. Su propósito es involucrar tanto a estudiosos como al público en una consideración de la religión desde un punto de vista humanista, a la luz de la ciencia y de la filosofía moderna. El tema ha sido históricamente similar a la de las Gifford Lectures en Escocia, y varios profesores han participado en ambas series.
| Profesor                             | Año     | Tema |
| ------------------------------------ | ------- | --- |
| Thomas E. Lovejoy                    | 2018    | The World of the Born and the World of the Made: A New Vision of Our Emerald Planet                          |
| Judith Farquhar                      | 2017    | Reality, Reason, and Action In and Beyond Chinese Medicine                                                   |
| Kwame Anthony Appiah                 | 2016-17 | The Anatomy of Religion                                                                                      |
| Janet Browne                         | 2015    | Becoming Darwin: History, Memory, and Biography                                                              |
| Wendy Doniger                        | 2014    | The Manipulation of Religion by the Sciences of Politics and Pleasure in Ancient India                       |
| Philip Kitcher                       | 2013    | Secular Humanism                                                                                             |
| Keith S. Thomson                     | 2012    | Jefferson and Darwin: Science and Religion in Troubled Times                                                 |
| Joel R. Primack y Nancy Ellen Abrams | 2010    | Cosmic Society: The New Universe and the Human Future                                                        |
| Marilynne Robinson                   | 2009    | Absence of Mind: The Dispelling of Inwardness from the Modern Myth of the Self                               |
| Donald S. Lopez                      | 2008    | The Scientific Buddha: Past, Present, Future                                                                 |
| Terry Eagleton                       | 2008    | Faith and Fundamentalism: Is Belief in Richard Dawkins Necessary for Salvation?                              |
| Ahmad Dallal                         | 2007    | Islam, Science, and the Challenge of History                                                                 |
| Barbara Herrnstein Smith             | 2006    | Natural Reflections: Human Cognition at the Nexus of Science and Religion                                    |
| Robert Wuthnow                       | 2006    | No Contradictions Here: Science, Religion, and the Culture of All Reasonable Possibilities                   |
| Lawrence M. Krauss                   | 2006    | Religion vs. Science? From the White House to Classroom                                                      |
| Alvin Plantinga                      | 2006    | Science and Religion: Why Does the Debate Continue?                                                          |
| Kenneth R. Miller                    | 2006    | Darwin, God, and Dover: What the Collapse of 'Intelligent Design' Means for Science and for Faith in America |
| Ronald L. Numbers                    | 2006    | Aggressors, Victims, and Peacemakers: Historical Actors in the Drama of Science and Religion                 |
| David Sloan Wilson                   | 2004    | Evolution for Everyone                                                                                       |
| Mary Douglas                         | 2003    | Writing in Circles: Ring Composition as a Creative Stimulus                                                  |
| H. C. Erik Midelfort                 | 2003    | Exorcism and Enlightenment: Johann Joseph Gassner and the Demons of 18th-Century Germany                     |
| Francisco J. Ayala                   | 2001    | From Biology to Ethics: An Evolutionist's View of Human Nature                                               |
| Peter Singer                         | 2000    | One World: The Ethics and Politics of Globalization                                                          |
| Bas C. Van Fraassen                  | 1999    | The Empirical Stance                                                                                         |
| David Hartman                        | 1998    | Struggling for the Soul of Israel: A Jewish Response to History                                              |
| John Polkinghorne                    | 1996-97 | Belief in God in an Age of Science                                                                           |
| Walter J. Gehring                    | 1993-94 | Genetic Control of Development                                                                               |
| Joshua Lederberg                     | 1988-89 | Science and Modern Life                                                                                      |
| Eric R. Kandel                       | 1986-87 | Cell and Molecular Biological Explorations of Learning and Memory                                            |
| Stephen Jay Gould                    | 1985-86 | Darwin and Dr. Doolittle: ‘Just History’ as the Wellspring of Nature’s Order                                 |
| Hans Jonas                           | 1979-80 | Technology and Ethics                                                                                        |
| Adin Steinsaltz                      | 1978-79 | |
| Hans Kung                            | 1977-78 | Freud and the Problem of God                                                                                 |
| Philip Rieff                         | 1976-77 | |
| David Baken                          | 1975-76 | And They Took Themselves Wives: Male Female Relations in the Bible                                           |
| Theodore M. Hesburgh                 | 1973-74 | The Humane Imperative: A Challenge for the Year 2000                                                         |
| James Hillman                        | 1971-72 | Re-Visioning Pychology                                                                                       |
| Albert J. Reiss, Jr.                 | 1968-69 | Civility and the Moral Order                                                                                 |
| Clifford Geertz                      | 1967-68 | In Search of Islam: Religious Change in Indonesia                                                            |
| Loren Eiseley                        | 1966-67 | |
| James Munro Cameron                  | 1964-65 | Images of Authority: A Consideration of the Concept of Regnum and Sacerdotium                                |
| Walter Jackson Ong                   | 1963-64 | The Presence of the Word: Some Prolegomena for Cultural and Religious History                                |
| Michael Polanyi                      | 1962-63 | Man and Thought: A Symbiosis                                                                                 |
| Norbert Wiener                       | 1961-62 | The Philosopher Before Symbols                                                                               |
| Paul Ricoeur                         | 1961-62 | Freud and Philosophy: An Essay on Interpretation                                                             |
| Hermann Doerries                     | 1958-59 | Constantine and Religious Liberty                                                                            |
| Margaret Mead                        | 1957-58 | Continuities in Cultural Evolution                                                                           |
| Errol Eustace Harris                 | 1956-57 | The Idea of God in Modern Thought                                                                            |
| Rebecca West                         | 1955-56 | The Court and the Castle: Some Treatments of a Recurrent Theme                                               |
| Pieter Geyl                          | 1954-55 | Use and Abuse of History                                                                                     |
| Gordon Willard Allport               | 1953-54 | Becoming: Basic Considerations for a Psychology of Personality                                               |
| Jerome Clarke Hunsaker               | 1951-52 | Aeronautics at the Mid-Century                                                                               |
| Paul Johannes Tillich                | 1950-51 | The Courage to Be                                                                                            |
| Erich Fromm                          | 1949-50 | Psychoanalysis and Religion                                                                                  |
| George Gaylord Simpson               | 1948-49 | The Meaning of Evolution                                                                                     |
| Alexander Stewart Ferguson           | 1947-48 | |
| Charles Hartshorne                   | 1946-47 | The Divine Relativity: A Social Conception of God                                                            |
| Henri Frankfort                      | 1946-47 | |
| James Bryant Conant                  | 1945-46 | On Understanding Science                                                                                     |
| Julius Seelye Bixler                 | 1944-45 | Conversations with an Unrepentant Liberal                                                                    |
| George Washington Corner             | 1943-44 | Ourselves Unborn: An Embryologist’s Essay on Man                                                             |
| Jacques Maritain                     | 1942-43 | Education at the Crossroads                                                                                  |
| Alexander Dunlop Lindsay             | 1942-43 | Religion, Science, and Society in the Modern World                                                           |
| Reinhold Niebuhr                     | 1941-42 | |
| Alan Gregg                           | 1940-41 | The Furtherance of Medical Research                                                                          |
| Henry Ernest Sigerist                | 1939-40 | Medicine and Human Welfare                                                                                   |
| Peter Henry Buck                     | 1938-39 | Anthropology and Religion                                                                                    |
| Carl Gustav Jung                     | 1937-38 | Psychology and Religion                                                                                      |
| Joseph Barcroft                      | 1936-37 | The Brain and Its Environment                                                                                |
| John Macmurray                       | 1935-36 | The Structure of Religious Experience                                                                        |
| Joseph Needham                       | 1934-35 | Order and Life                                                                                               |
| John Dewey                           | 1933-34 | A Common Faith                                                                                               |
| Herbert Spencer Jennings             | 1932-33 | The Universe and Life                                                                                        |
| Arthur Holly Compton                 | 1931-32 | The Freedom of Man                                                                                           |
| Hermann Weyl                         | 1930-31 | The Open World                                                                                               |
| William Pepperell Montague           | 1929-30 | Belief Unbound: A Promethean Religion for the Modern World                                                   |
| James Young Simpson                  | 1928-29 | Nature: Cosmic, Human, and Divine                                                                            |
| William Brown                        | 1927-28 | Science and Personality                                                                                      |
| Robert Andrews Millikan              | 1926-27 | Evolution in Science and Religion                                                                            |
| William Ernest Hocking               | 1925-26 | The Self: Its Body and Freedom                                                                               |
| Henry Norris Russell                 | 1924-25 | Fate and Freedom                                                                                             |
| John Arthur Thomson                  | 1923-24 | Concerning Evolution                                                                                         |